# Proprioseiopsis brachydactylus
Proprioseiopsis brachydactylus är en spindeldjursart som beskrevs av Moraes, Zannou och Oliveira 2007. Proprioseiopsis brachydactylus ingår i släktet Proprioseiopsis och familjen Phytoseiidae. Inga underarter finns listade i Catalogue of Life.